# Edificio del Sultán Abdul Samad
El Edificio Sultán Abdul Samad (malayo: Bangunan Sultan Abdul Samad; jawi: باڠونن سلطان عبدالصمد) es un edificio institucional de  Malasia que se sitúa en la Plaza Merdeka (plaza de la Independencia), frente al Royal Selangor Club, en Jalan Raja, Kuala Lumpur. El nombre del edificio proviene del Sultán Abdul Samad, el sultán que reinaba en Selangor cuando comenzó su construcción.
El edificio contiene las oficinas del Ministerio de Información, Comunicaciones y Cultura de Malasia (en malayo, Kementerian Penerangan, Komunikasi dan Kebudayaan Malaysia). Antiguamente albergaba los tribunales superiores del país: el Tribunal Federal de Malasia, el Tribunal de Apelaciones y el Tribunal Superior de Malasia. El Tribunal Federal y el Tribunal de Apelaciones se trasladaron al Palacio de Justicia en Putrajaya a comienzos de la década de 2000, mientras que el Tribunal Superior de Malasia se trasladó al Complejo Judicial de Kuala Lumpur in 2007.

## Historia

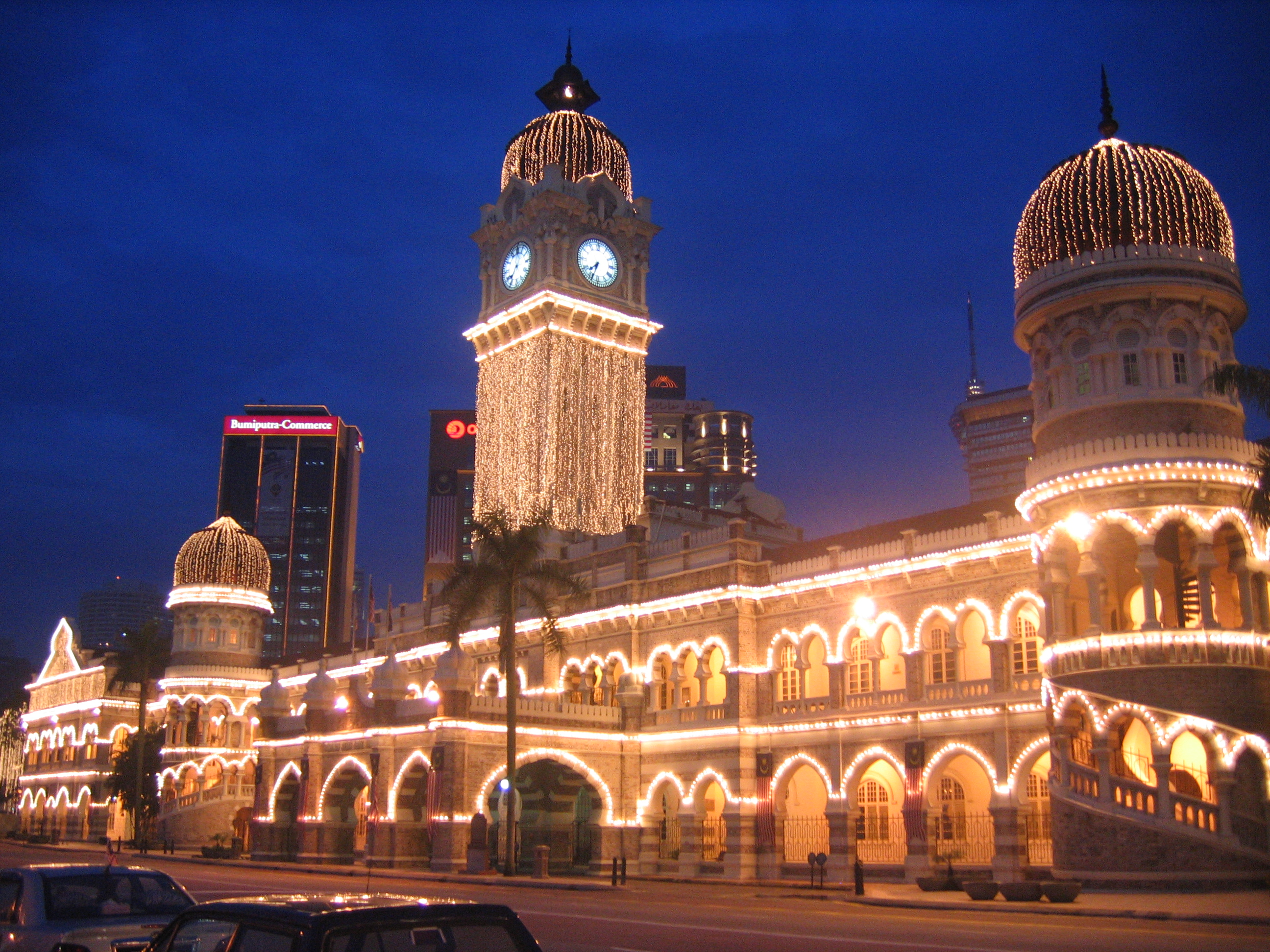
El Edificio Sultán Abdul Samad por la noche en el Día Nacional.

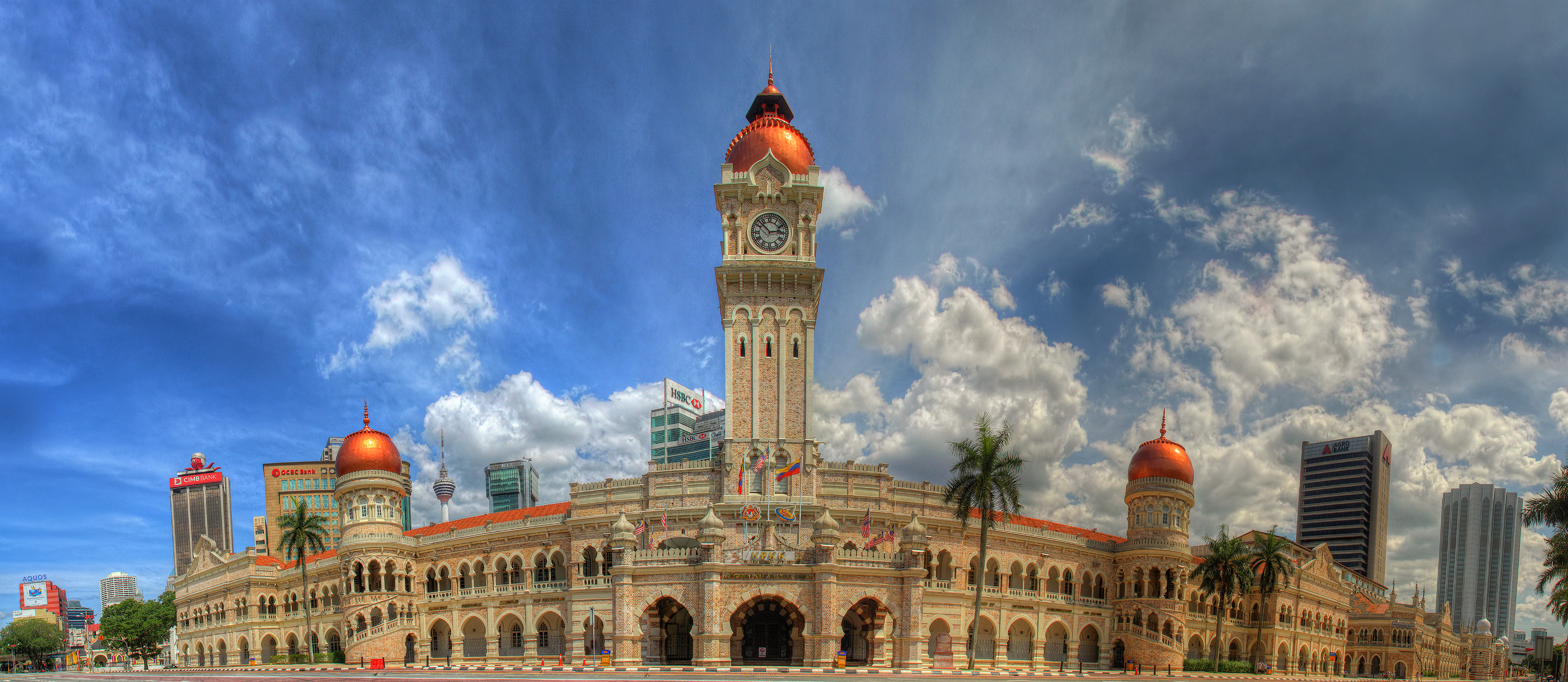
El Edificio Sultán Abdul Samad en 2012, desde la Plaza Merdeka.

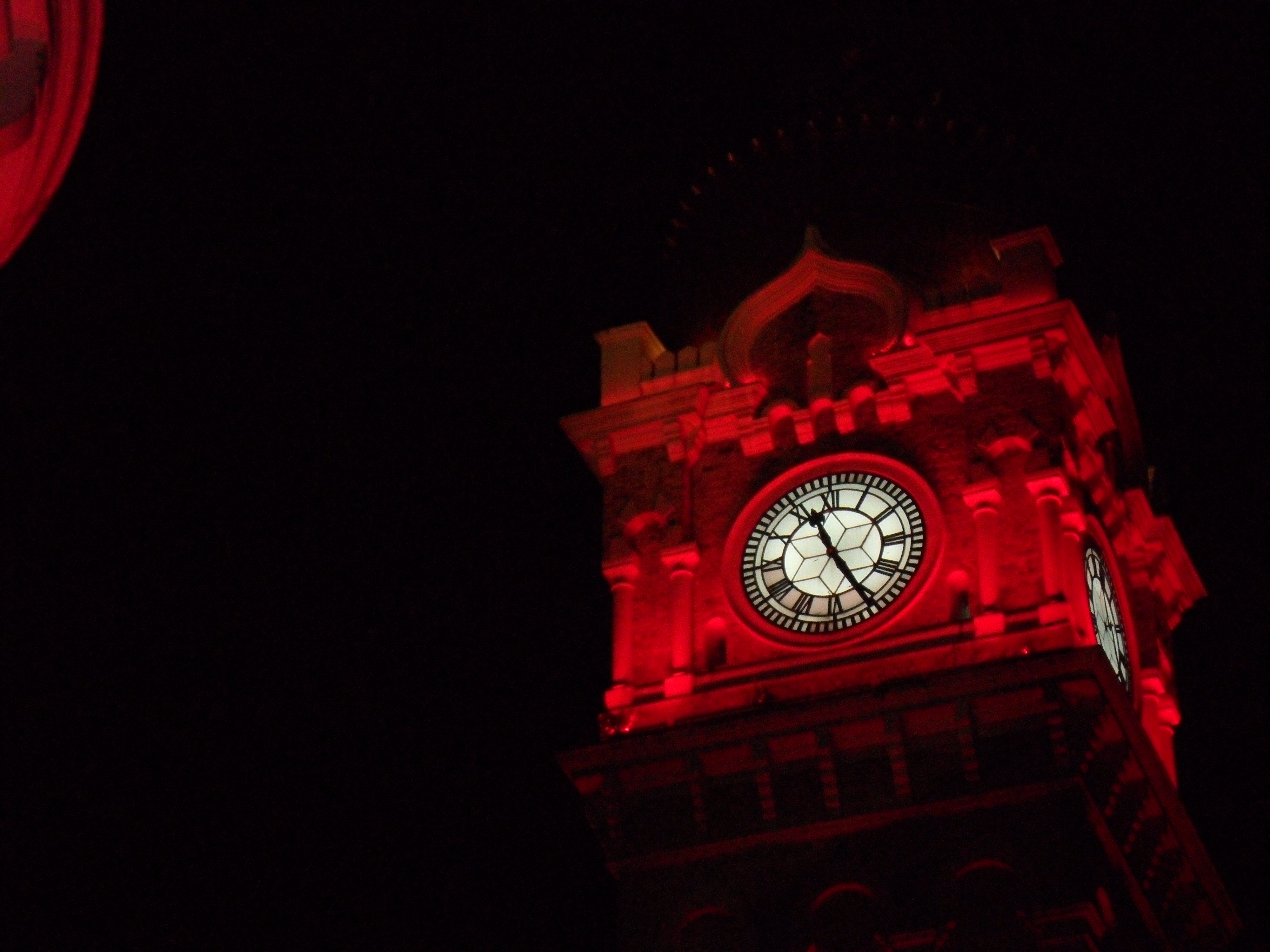
Un detalle del reloj del Edificio Sultán Abdul Samad por la noche

Fue diseñado por A.C. Norman y construido entre 1894 y 1897 para albergar varios departamentos importantes del gobierno durante la administración británica. A.C. Norman pasó tiempo en África y vio mezquitas en la India, lo que hizo que usara la arquitectura mogola en el diseño del edificio. La torre del edificio, que tiene 41 metros de altura, repicó por primera vez para coincidir con el Desfile del Jubileo de la Reina Victoria en 1897. El edificio, designado simplemente Oficinas Gubernamentales en los primeros mapas de Kuala Lumpur, albergaba la Secretaría Federal de los Estados Federados Malayos creados en 1896.
En 1945, cuando terminó la Segunda Guerra Mundial, el Reino Unido recuperó el control de Malasia, pero el movimiento independentista había madurado y se había organizado como una alianza bajo la dirección de Tunku Abdul Rahman. Cuando la bandera británica se bajó finalmente en la Plaza Merdeka de Kuala Lumpur en 1957, Tunku se convirtió en el primer ministro de Malasia.
Frente al edificio está la Plaza Merdeka. Fue aquí donde se bajó la Union Flag y se izó la bandera de Malasia por primera vez en la medianoche del 31 de agosto de 1957. La Plaza Merdeka fue inaugurada oficialmente el 1 de enero de 1990, en conjunción con el Visit Malaysia Year 1990.
Antes de la independencia en 1957 la Plaza Merdeka simbolizaba la soberanía británica porque era un campo de cricket para la administración colonial y estaba frente al Royal Selangor Club, el club solo para blancos más exclusivo de Malasia.
En el sur de la plaza se sitúa un mástil de bandera de 95 metros de altura, uno de los más altos del mundo.
Todos los años, en la mañana del Día Merdeka (31 de agosto) y del Día de Malasia (16 de septiembre), miles de espectadores se reúnen en la ciudad para ver el colorido desfile por las calles de la ciudad y las actuaciones que se realizan en la Plaza Merdeka. Están representados todos los 13 estados y los tres territorios federales, así como los numerosos grupos étnicos que componen Malasia. Se iza la Bandera Nacional por todo el país, en edificios de oficinas, casas y vehículos. Al mismo tiempo, se celebran por todo el país actividades patrióticas con ocasión de la fiesta.
En 2012, el edificio fue renovado parcialmente y las cúpulas de cobre recibieron una nueva capa de pintura metálica. Se instalaron nuevos ledes que cambian de color para iluminar el edificio por la noche. En días elegidos, una sección de Jalan Raja se cierra para que la gente disfrute de la zona por la noche. Desde 2007, se ha colocado la palabra Merdeka (independencia) en la parte inferior de la torre del reloj, un recordatorio de la independencia el país en 1957.

## Descripción
Coronada por una brillante cúpula de cobre y una torre del reloj de 4a m de altura, es un importante monumento de la ciudad. Sirve como telón de fondo para eventos importantes como el Desfile del Día Nacional el 31 de agosto y el comienzo del Año Nuevo. Este edificio histórico fue ocupado por el Tribunal Supremo de Malasia, que fue renombrado posteriormente Tribunal Federal. El Tribunal de Apelación también estuvo alojado en este edificio. Desde entonces se han trasladado al Palacio de Justicia de Putrajaya.
Detrás del edificio está la confluencia de los ríos Klang y Gombak, de donde Kuala Lumpur recibió su nombre (Kuala significa estuario y Lumpur significa fangoso) y en mitad de la confluencia está la Masjid Jamek (Mezquita Jamek), una mezquita del mismo arquitecto, con un diseño similar.

## Eventos históricos
Han sucedido muchos eventos históricos frente a este edificio, entre ellos la declaración de independencia de la Federación Malaya el 31 de agosto de 1957. El 1 de enero de 1982, en la torre del reloj la hora de Malasia Peninsular, Sabah, Sarawak y Singapur se estandarizó a UTC+8.

## Incidentes
En 1971, Kuala Lumpur sufrió una gran inundación tras unas fuertes lluvias. Parte del edificio resultó dañada. En 1978, se realizó una ambiciosa renovación, que tardó seis años en completarse con un coste total de RM 17,2 millones. También hubo un incendio que dañó parte del edificio. En ese incendio desapareció una gran placa de bronce que conmemoraba a los abogados y funcionarios judiciales caídos que sirvieron como soldados voluntarios en la Segunda Guerra Mundial. La placa fue robada o destruida en el incendio, pero nunca se sustituyó, pese al dolor de los familiares de los fallecidos. En la actualidad hay una iniciativa con el apoyo del Grupo de Voluntarios de Malasia para intentar que se coloque una nueva placa conmemorativa de bronce.